# Meschenet
Meschenet je staroegyptská bohyně porodu a tvůrkyně ka nově narozeného dítěte.
Ve starověkém Egyptě rodily ženy většinou klečíce na zvláštních cihlách. Meschenet byla s těmito cihlami spojována a někdy jako cihla s hlavou ženy zobrazována. Jindy mohla být zobrazena jako žena se znakem kraví dělohy na hlavě.
Jako tvůrkyně ka byla rovněž spjata s osudem a někdy se objevovala ve dvojici s bohem osudu Šajem. Ve Westcarově papyru, kde předpovídá budoucnost nově narozeným budoucím faraonům Veserkafovi, Sahureovi a Neferirkareovi.